# Chemical Vocation
Chemical Vocation ist eine schwedische Punk-Band aus Uddevalla.
Die Band besteht aus Pierre Larsson (Gesang), Kristoffer Lundström (Gesang, Gitarre), Javier Citadell (Schlagzeug), Johan Caullvine (Bass), sowie aus Joakim Jensen (Gitarre, Gesang). Letzterer arbeitet auch als Solo-Musiker und veröffentlichte unter seinem Solo-Projekt Social Siberia bereits ein Album. Chemical Vocation stehen beim schwedischen Indie-Label Panic & Action (u. a. Her Bright Skies, Adept) unter Vertrag.

## Geschichte
Am 24. September 2008 wurde das Debütalbum A Misfit in Progress auf dem Label Panic & Action veröffentlicht. Produzent war Eric Höjdén, Labelgründer und Musiker der schwedischen Punkband Kid Down. Am 18. April 2011 folgte das zweite Album Write This Moment, das in Schweden und Kanada produziert und aufgenommen wurde. Die Lieder wurden bei Universal Music Publishing veröffentlicht.
2011 nahm die Band an einem Online-Voting-Contest für das Groezrock Festival in Meerhout/Belgien teil.

## Stil
Der Musikstil bewegt sich zwischen Pop-Punk, wie Kid Down und Neverstore, klassischem Skate-Punk von Millencollin und amerikanischen Emo, wie Aiden und My Chemical Romance. Auch Jimmy Eat World und Funeral for a Friend zählen zu den Einflüssen.

## Diskografie

### EPs
- 2007: Chemical Vocation (The Emo Foundation)

### Alben
- 2008: A Misfit in Progress (Panic & Action)
- 2011: Write This Moment (Panic & Action)